# It’s Probably Me
«It’s Probably Me» (с англ. — «Вероятно, это я») — песня британского рок-музыканта Стинга, была выпущена в 1992 году. В записи песни приняли участие: Эрик Клэптон, Майкл Кэймен и Дэвид Сэнборн. Первоначально композиция была выпущена в качестве сингла к саундтреку фильма «Смертельное оружие 3». Также она была включена в компиляцию лучших хитов музыканта — Fields of Gold: The Best of Sting 1984–1994, которая была выпущена в 1994 году.

## История создания
В мелодии песни используются лейтмотивы, которые были использованы в саундтреке к оригинальному фильму «Смертельное оружие», вышедшему пятью годами ранее.
В музыкальном видео снялись Стинг, Эрик Клэптон, Майкл Кэймен и Дэвид Сэнборн — клип был смонтирован из студийной съёмки музыкантов, плюс добавлены спецэффекты из фильма.
Стинг перезаписали песню в 1993 году для своего альбома Ten Summoner’s Tales, но уже с другими музыкантами.
Щелканье идущее на протяжении всей песни — звук зажигалки Zippo. Клэптон не мог придумать мотив песни, поэтому сидел и щелкал своей зажигалкой. В результате ритмичное щелканье навеяло мотив мелодии, и было использовано в самой записи. А в клипе использована сама зажигалка.

## Список композиций
Макси-сингл
1. «It’s Probably Me» (версия из саундтрека) — 6:21
2. «It’s Probably Me» — 5:01

Компакт-диск / Грампластинка
1. «It’s Probably Me» (edit) — 4:41
2. «It’s Probably Me» (версия из альбома) — 6:30

## Участники записи
- Sting — вокал, бас-гитара
- Eric Clapton — гитара
- David Sanborn — саксофон
- Michael Kamen — клавишные
- Steve Gadd — ударные
- Stephen McLaughlin — перкуссия

## Хит-парады
| Чарт (1992–2013)                     | высшая позиция |
| ------------------------------------ | -------------- |
| Австралия (ARIA)                     | 23             |
| Бельгия/Фландрия (Ultratop 50)       | 11             |
| Belgium (VRT Top 30 Flanders)        | 12             |
| France (SNEP)                        | 2              |
| Германия (GfK)                       | 22             |
| Ирландия (IRMA)                      | 17             |
| Italy (FIMI)                         | 1              |
| Нидерланды (Dutch Top 40)            | 6              |
| Netherlands (Single Top 100)         | 6              |
| Новая Зеландия (Recorded Music NZ)   | 11             |
| Швеция (Sverigetopplistan)           | 29             |
| Швейцария (Schweizer Hitparade)      | 16             |
| UK Singles (Official Charts Company) | 30             |
| US Mainstream Rock (Billboard)       | 20             |

| Хит-парад (1992)                  | Позиция |
| --------------------------------- | ------- |
| Australia (ARIA)                  | 97      |
| Belgium (Ultratop 50 Flanders)    | 64      |
| Germany (Official German Charts)  | 137     |
| Italy (FIMI)                      | 4       |
| Netherlands (Dutch Top 40)        | 44      |
| Netherlands (Single Top 100)      | 44      |
| Switzerland (Schweizer Hitparade) | 75      |